# Sankt Blasius' Dag
Sankt Blasius' Dag eller Blæsemisse er hornblæsernes mærkedag, der afholdes 3. februar.
På denne dag kan man ifølge sagnet lægge lidt halm eller hø på trappen. Blæser det væk, er foråret på vej. Blæsten skulle vise et vejrskifte, så kulde og frost går på retræte. Bliver halmen liggende, lader foråret vente på sig.
Blasius var biskop i Armenien og led martyrdøden i 316. Han påkaldes ved halssygdomme, idet han skal have reddet en dreng, der havde fået et fiskeben galt i halsen.